# IC 3558/1
IC 3558/1 је спирална галаксија у сазвијежђу Дјевица која се налази на листи објеката дубоког неба у Индекс каталогу.
Деклинација објекта је + 11° 50' 58" а ректасцензија 12h 36m 2,8s. Привидна величина (магнитуда) објекта IC 3558 износи 15,7 а фотографска магнитуда 16,5.